# Corruption au Mexique
La corruption au Mexique est traditionnellement considérée par de nombreux analystes comme l'un des problèmes politiques majeurs du pays. De plus, des enquêtes au début du XXIe siècle indiquent que le degré de corruption qui existe a affecté négativement la légitimité politique, la transparence de l'administration et l'efficacité économique en termes de responsabilité du pays envers l'intérieur et l'extérieur du pays.

## Étendue et perceptions

### Étendue
L'organisation Transparency International publie tous les ans un indice de perception de la corruption. En 2019, le Mexique occupe la 130e place sur 170 pays avec un indice de 29/100.

### Perceptions
Selon l’INEGI, en 2013, 89,7 % de la population mexicaine perçoit la police comme l'institution la plus corrompue, suivie des partis politiques avec 84,4 %.
Les résultats de la ENCIG menée en 2013 par le même organisme illustrent le fait que la corruption occupe le troisième rang des problèmes qui préoccupent le plus les Mexicains avec 48,5 %, derrière celui de l'insécurité et la délinquance avec 70,4 % et le chômage avec 51 %. Les résultats de la même enquête réalisée en 2015 attestent que la corruption vient occuper le second rang avec 50,9 % en talonnant l'insécurité et la délinquance avec 66,4 % .
Selon l'INEGI, 12,1 % des Mexicains en 2013, contre 12,5 % en 2015, ont été victimes de corruption en effectuant une démarche ou un paiement auprès d'une administration publique. Le pourcentage de la population mexicaine pensant qu'il y a de la corruption quand il s'agit d'effectuer ce type de démarches durant 2013 est de 47,6 % pour atteindre 59,7 % en 2015 alors que le pourcentage de ceux déclarant en avoir été informés par un de leurs proches passe de 31,9 % à 46,8 % de 2013 à 2015.
La perception de la corruption dans les unités économiques des secteurs industriels, commerciaux et de services, et parmi les micro, petites, moyennes et grandes entreprises ne reflète pas de différences significatives.

#### Caractérisation des victimes de corruption dans des démarches avec le service public mexicain
Il s'agit de la population active car elle est amenée à effectuer davantage ce type de démarches. Parmi les actifs, ce sont ceux dont le niveau d'études est le plus élevé pour avoir tendance à effectuer ces démarches par eux-mêmes. Par ailleurs, les plus touchés sont davantage des hommes que des femmes (17,3 % contre 7,7 %) et la catégorie d'âge observée se situe entre 26 et 35 ans.

## Engagements et mesures pour lutter contre la corruption
Le Mexique s’engage à lutter contre la corruption en signant un accord avec l'ONU en 2000. C’est un accord par lequel toutes les nations qui font partie de l'Organisation des Nations unies se sont engagées à lutter contre la corruption.
En 2002, le congrès a voté une loi visant a lutter contre la corruption, il s'agit la Ley Federal de Transparencia y Acceso a la Información Pública ,.
En 2014, le président mexicain, Enrique Peña Nieto a dévoilé des réformes visant à mettre fin à l'impunité de policiers corrompus.

## Crime organisé

### Problèmes de frontière
La localisation géographique du Mexique a joué largement dans le développement du rôle du pays dans le crime organisé et le trafic de drogue[réf. à confirmer]. Non seulement le Mexique est adjacent au plus grand marché mondial des drogues illégaux - les États-Unis - mais il borde également l'Amérique centrale et le sud, ce dernier étant une région de nations avec une demande tout aussi élevée de drogues.
Le gouvernement mexicain a historiquement accompli très peu en termes de réduction efficace des infractions de ces TCO et de ces cartels, et a souvent été complice d'aider leurs actions. De nombreuses institutions mexicaines - y compris celles de la loi, des politiques, de la justice et des finances - fonctionnent dans le cadre d'un système patron-client dans lequel les fonctionnaires reçoivent de l'argent, un soutien politique ou d'autres pots-de-vin des TCO en échange d'une ingérence minimale ou d'une impunité pour, celles Affaires criminelles des groupes. Fin

## Scandales

### Scandales liés au secteur politique
Certains scandales liés à la corruption politique ont impliqué de hauts fonctionnaires.
En 2016, certains gouverneurs échappent à la justice, ils sont accusés de corruption et d'avoir volé l’argent public : ce sont les ex-gouverneurs Javier Duarte de Ochoa, de Veracruz, et les ex-gouverneurs Guillermo Padrés de Sonora, Roberto Borge de Quintana Roo et César Duarte, de Chihuahua.
Initialement, Javier Duarte est accusé d’avoir volé au moins 600 millions de pesos. Selon la ASF (Auditoria Superior de la Federacion) le gouvernement de Javier Duarte est accusé d’avoir enlevé au Trésor de la Fédération mexicaine un montant de 4,770.2 millions de pesos. Durant son mandat, il a été confronté à des critiques et accusations constantes à cause de la corruption et de la violence liées au crime organisé. Il finit par être limogé de son poste de gouverneur,.

## Coût de la corruption au Mexique
Le gouvernement mexicain a un méchant « caillou dans sa chaussure », estime en 2015 le journal Sin Embargo : la corruption. Car c’est de la corruption que découlent les autres fléaux qui minent la société et plombent les comptes du pays, assure ce média en ligne, qui reprend à son compte le lien entre la corruption et les indices de paix du rapport Peace and Corruption (Paix et corruption) de l' Institute for Economics and Peace.
La Banque du Mexique évalue que le coût de la corruption pour les finances publiques s'élève à 9 % du PIB en 2015, « Soit une part qui équivaut à 80 % des impôts collectés au niveau national », précise Sin Embargo, en citant la Banque mondiale.
Pour calculer ce coût, l’organisme public mexicain de contrôle fiscal (Auditoría Superior de la Federación) estime le montant des détournements et des gaspillages des fonds publics, ainsi que des taxes et impôts impayés.
L’ONG Transparencia Mexicana a également mesuré le poids des rackets de toute nature dans le budget des foyers mexicains qui s'élève à 33 % de leurs revenus.
À l’heure actuelle, 95 % des actes de corruption ne sont pas sanctionnés, selon une étude universitaire citée par le quotidien, Sin Embargo. Les choses pourraient toutefois changer.
Selon l’Indice mondial de la Paix, en 2015, la violence au Mexique coûte à ce pays 22 % de son PIB. L’évaluation se base notamment sur les coûts tangibles tels que la prévention et la répression de la violence, les investissements que cela nécessite et les poursuites en justice des actes délictueux avec violence. À titre d’exemple, dans les zones de trafic de drogue, toute augmentation du nombre d’homicides pour 100 000 habitants fait diminuer les recettes municipales de 1,2 %, note le quotidien.
À elles trois, la pauvreté, la corruption et la violence ont coûté au pays environ 34 % de son PIB en 2014, conclut l’enquête.
Pour parvenir à ce constat, les auteurs ont étudié des données publiques issues de l’administration judiciaire, des banques, de l’INEGI ainsi que d’ONG, d’institutions internationales comme le FMI et de certains centres de recherche universitaire du pays.